# Мъж под наем
„Мъж под наем“ (на английски: The Wedding Date) е американска романтична комедия от 2005 г. на режисьора Клер Килнър и във филма участват Дебра Месинг, Дърмът Мълроуни и Ейми Адамс.